# Zorn (Fernsehreihe)
Zorn ist eine Krimireihe nach Romanen von Stephan Ludwig, die in der Stadt Halle (Saale) spielt. Im ersten Film der Reihe verkörpert Mišel Matičević den Kriminalhauptkommissar Claudius Zorn, ab Folge 2 spielt ihn Stephan Luca. Als Zorns Kollege Schröder ist Axel Ranisch besetzt. Zorn und Schröder könnten unterschiedlicher kaum sein. Zorn zeigt meist wenig Enthusiasmus bei seiner Arbeit, grantelt rum und ist ein Eigenbrötler, Schröder hingegen ist kontaktfreudig, meist fröhlich und geht seiner Arbeit mit Freude und großem Eifer nach. Auf der Seite ARD Degeto hieß es zum Start der Serie: „Als Duo bestechen die beiden durch ihre Macken und Dialoge mit einem eigenen, lakonischen Humor.“
Die Erstausstrahlung des ersten Films Zorn – Tod und Regen im Ersten fand am 8. Mai 2014 statt.

## Episoden
| Nr. | Originaltitel                 | Erstausstrahlung | Regie                     | Drehbuch                         | Zuschauer |
| --- | ----------------------------- | ---------------- | ------------------------- | -------------------------------- | --------- |
| 1   | Zorn – Tod und Regen          | 8. Mai 2014      | Mark Schlichter           | Stephan Ludwig                   | 5,45 Mio. |
| 2   | Zorn – Vom Lieben und Sterben | 16. Apr. 2015    | Mark Schlichter           | Stephan Ludwig                   | 4,09 Mio. |
| 3   | Zorn – Wo kein Licht          | 5. Nov. 2015     | Christoph Schnee          | Stephan Ludwig, Benjamin Hessler | 3,81 Mio. |
| 4   | Zorn – Wie sie töten          | 14. Apr. 2016    | Jochen Alexander Freydank | Stephan Ludwig                   | 3,89 Mio. |
| 5   | Zorn – Kalter Rauch           | 1. Juni 2017     | Andreas Herzog            | Stephan Ludwig                   | 3,54 Mio. |

## Romanvorlagen
Der Krimiautor Stephan Ludwig verfasst seit 2012 die Romanvorlagen für die Krimiserie mit jährliche erscheinenden Büchern.
- Stephan Ludwig: Zorn – Tod und Regen. Fischer-Verlag, Frankfurt am Main 2012, ISBN 978-3-596-19305-9.
- Stephan Ludwig: Zorn – Vom Lieben und Sterben. Fischer-Verlag, Frankfurt am Main 2012, ISBN 978-3-596-19507-7.
- Stephan Ludwig: Zorn – Wo kein Licht. Fischer-Verlag, Frankfurt am Main 2013, ISBN 978-3-596-19636-4.
- Stephan Ludwig: Zorn – Wie sie töten. Fischer-Verlag, Frankfurt am Main 2014, ISBN 978-3-596-19861-0.
- Stephan Ludwig: Zorn – Kalter Rauch. Fischer-Verlag, Frankfurt am Main 2015, ISBN 978-3-596-03192-4.
- Stephan Ludwig: Zorn – Wie du mir. Fischer-Verlag, Frankfurt am Main 2016, ISBN 978-3-596-03608-0.
- Stephan Ludwig: Zorn – Lodernder Hass. Fischer-Verlag, Frankfurt am Main 2017, ISBN 978-3-596-29775-7.
- Stephan Ludwig: Zorn – Blut und Strafe. Fischer-Verlag, Frankfurt am Main 2018, ISBN 978-3-596-70139-1.
- Stephan Ludwig: Zorn – Tod um Tod. Fischer-Verlag, Frankfurt am Main 2019, ISBN 978-3-596-70387-6.

## Hintergründe
- Zorn fährt in der Serie einen BMW 730i der Baureihe E32, während er in der Romanreihe einen Volvo fährt.
- Ehemalige Tatort- und Polizeiruf 110-Ermittler spielen Nebenrollen in der Serie:
  - Folge 1: Lucas Gregorowicz, Ermittler des Polizeirufs 110 in Frankfurt/Oder spielt den Drahtzieher der Morde, Henning Mahler,
  - Folge 1: Thorsten Merten, ehemaliger Ermittler des Tatorts in Weimar, spielt den Barbesitzer, Robert Stapic,
  - Folge 2: Peter Sodann, ehemaliger Ermittler des Tatorts in Dresden und Leipzig, spielt einen Schrebergärtner, der ein Entführungsopfer befreit,
  - Folge 4: Gregor Weber, ehemaliger Ermittler des Tatorts in Saarbrücken, spielt Zorns vorübergehenden Partner während Schröder den Dienst quittiert hat,
  - Folge 4: Charles Brauer, ehemaliger Ermittler des Tatorts in Hamburg, spielt den Altenheimbewohner Gabriel Hasselblad,
  - Folge 5: Devid Striesow, ehemaliger Ermittler des Tatorts Saarbrücken, spielt Gregor Zettel, einen tief gesunkenen ehemaligen Popstar,
  - Folge 5: Sylvester Groth, ehemaliger Ermittler des Polizeirufs 110 in Magdeburg, spielt den Schrotthändler Adam Völx.